# Yerköy
Yerköy ist eine türkische Stadt und Hauptort des gleichnamigen Landkreises in der zentralanatolischen Provinz Yozgat. Sie ist die drittgrößte Stadt dieser Provinz und erhielt 1945 den Rang einer Belediye (Gemeinde).

## Stadt
Geografisch liegt Yerköy ca. 40 km westlich von Yozgat, ca. 60 km südlich von Ḫattuša (bei Boğazkale), der ehemaligen Hauptstadt der Hethiter, ca. 70 km nördlich von der Stadt Kırşehir und ca. 180 km östlich von der türkischen Hauptstadt Ankara entfernt. Die Ortschaft wurde 1925 zunächst als Dorf gegründet. Mit dem Bau der Eisenbahnlinie im Jahre 1930 wuchs Yerköy rasch an. 1935 erhielt Yerköy den Status eines Bucak, zehn Jahre später den eines Landkreises (İlçe).
Die Stadt liegt direkt an der Grenze zwischen den beiden Provinzen Yozgat und Kırşehir, bis nach Çiçekdağı sind es 6 Kilometer (Fernstraße D 785). Im Zuge des Anwachsens der Stadtgebiete vergrößerte sich die Stadt nicht nur in Richtung Yozgat, sondern bekam auch Stadtgebiete auf der Kırşehir-Seite. Durch den Landkreis und die Grenzstadt zieht sich die Europastraße E88 (D 200).

## Landkreis
Der Landkreis grenzt extern an drei Provinzen: Çorum (Kreis Sungurlu) im Norden, Kırıkkale (Kreis Delice) im Osten sowie Kirsehir im Südwesten (Kreise Akçakent und Çiçekdağı). Im Nordosten bildet der zentrale Landkreis (Merkez) der Provinzhauptstadt Yozgat die Grenze und im Südosten der Kreis Şefaatli. Mit einer Bevölkerungsdichte von 30,6 Einw. je km² entspricht der Kreis Yerköy exakt dem Provinzwert.
Der 1945 geschaffene Landkreis besteht neben der Kreisstadt (78,5 % der Kreisbevölkerung) noch aus 60 Dörfern (Köy) mit einer Gesamtbevölkerung von 7642 Einwohnern. Dies entspricht durchschnittlich 127 Bewohner je Dorf (der niedrigste Wert innerhalb der Provinz). Die Skala der Einwohnerzahlen reicht von 774 (Saray) herunter bis auf 25. 23 Dörfer haben mehr als der Durchschnitt (127) Einwohner.

## Persönlichkeiten

### Söhne und Töchter der Stadt
- Adem Koçak (* 1983), türkischer Fußballspieler